# Algora
Algora è un comune spagnolo di 80 abitanti (2022) situato nella comunità autonoma di Castiglia-La Mancia.